# Meniscium
Meniscium, rod papratnjača iz porodice Thelypteridaceae, dio reda osladolike. Postoje 25 vrsta u tropskom Novom svijetu

## Vrste
1. Meniscium andreanum Sodiro
2. Meniscium angustifolium Willd.
3. Meniscium arborescens Humb. & Bonpl. ex Willd.
4. Meniscium arcanum (Maxon & C. V. Morton) Pic. Serm.
5. Meniscium chrysodioides Fée
6. Meniscium cocleanum (A. R. Sm. & Lellinger) R. S. Fernald & Salino
7. Meniscium consobrinum (Maxon & C. V. Morton) Pic. Serm.
8. Meniscium delicatum R. S. Fernald & Salino
9. Meniscium divergens R. S. Fernald & Salino
10. Meniscium falcatum Liebm.
11. Meniscium giganteum Mett.
12. Meniscium hostmannii (Klotzsch) R. S. Fernald & Salino
13. Meniscium lanceum (A. R. Sm.) R. S. Fernald & Salino
14. Meniscium lingulatum (C. Chr.) Pic. Serm.
15. Meniscium longifolium Desv.
16. Meniscium macrophyllum Kunze
17. Meniscium maxonianum (A. R. Sm.) R. S. Fernald & Salino
18. Meniscium membranaceum (Mett.) Pic. Serm.
19. Meniscium minusculum (Maxon) Pic. Serm.
20. Meniscium nesioticum (Maxon & C. V. Morton) Pic. Serm.
21. Meniscium pachysorum (Hieron.) R. S. Fernald & Salino
22. Meniscium reticulatum (L.) Sw.
23. Meniscium serratum Cav.
24. Meniscium triangulare R. S. Fernald & Salino
25. Meniscium turrialbae (Rosenst.) Pic. Serm.

## Sinonimi
- Thelypteris subgen.Meniscium (Schreb.) C.F.Reed
- Phegopteris subgen.Meniscium (Schreb.) Christ